# Macrosemyra
Macrosemyra is een geslacht van vlinders van de familie slakrupsvlinders (Limacodidae).

## Soorten
- M. duberneti Viette, 1980
- M. ecclesiastica Hering, 1928
- M. exsanguis Saalmüller, 1880
- M. heringi Viette, 1965
- M. lucens Hering, 1957
- M. marmorata Saalmüller, 1880
- M. orthogramma Hering, 1954
- M. pinguis Saalmüller, 1880
- M. rectestrigata Hering, 1957
- M. robinsoni Viette, 1965
- M. sogai Viette, 1965
- M. strigata (Mabille, 1879)
- M. tenebrosa Butler, 1882
- M. zernyi Hering, 1941